# Шишево
Шишево (мкд. Шишево) је насеље у Северној Македонији, у северном делу државе. Шишево припада градској општини Сарај, која обухвата западна предграђа Града Скопља.

## Географија
Шишево је смештено у северном делу Северне Македоније. Од најближег већег града, Скопља, насеље је удаљено 12 km западно. Иза села, на висини од 1000 метара налази се стари Шишевски манастир.
Насеље Шишево је на југозападу историјске области Скопско поље, која се поклапа са пространом Скопском котлином. Поред насеља протиче река Треска. Источно од насеља издиже се планина Водно, док се југозападно издиже Сува гора. Надморска висина насеља је приближно 290 метара.
Месна клима је измењена континентална са мањим утицајем Егејског мора (жарка лета).

## Историја
Постоји сачуван стари летописни запис у цркви у Шишеву, из 1357/1358. године. Шишево се уз Ново Село помиње и при крају 15. века. Та села је добила као посед турска принцеза Хумашах, сестра султана Селима I, и она их је увакуфила. Шишево се помиње као "вакуфско село" у турском тефтеру из 1568. године. Старо Шишево се налазило 200-300 метара јужније од локације садашњег места. На селишту су остали сачувани остаци кућа, чесма и воћњаци. Било је то хришћанско село са око 90 кућа.
У православној цркви (манастира?) Св. Николе у "Шишову" (по српском) налазио се натпис који помиње поп Ненада и попадију Стану, те друге мештане, у вези ктиторства, из 1345. године. Црква је живописана 1565. године, а имала је натпис из 1663. године. Тај храм је у 20. веку посвећен Св. Атанасији.
Постојала је у другој половини 19. века српска школа у Шишеву са 18 ученика. Ту је 1877. године било 80 домова, од којих 60 муслиманских и 20 "бугарских".

## Становништво
Шишево је према последњем попису из 2002. године имало 3.376 становника.
Претежно становништво у насељу су Албанци (82%), а значајна мањина су етнички Македонци (17%).
Већинска вероисповест је ислам, а мањинска православље.